# Podkraj pri Mežici
Podkraj pri Mežici je naselje v Občini Mežica.